# ロバート・ヘルプス
ロバート・ヘルプス（Robert Helps, 1928年9月23日 ニュージャージー州パサイック - 2001年11月24日 フロリダ州タンパ）はアメリカ合衆国のピアニスト・作曲家・大学教授。

## 生涯
1947年にコロンビア大学に入学するも、1949年にカリフォルニア大学バークレー校に転学し、1951年に卒業する。ジュリアード音楽院ピアノ科にも籍を置く。だが芸術的成長については学校教育よりも、個人指導を受けたアビー・ホワイトサイドやロジャー・セッションズからの影響が大きかった。セッションズに対する思慕の深さから、その作品をたびたび演奏し、録音にも残した。
1950年代に作曲家として注目を集め、弦楽四重奏曲や最初の交響曲を手懸けている。後者は指揮者レオポルド・ストコフスキーによって初演された。しかし、より重要なのはピアノのための作品群であり、1969年と1976年の2つの協奏曲や、ピアノを含むいくつかの室内楽曲のほか、独奏曲として「3つのオマージュ Three Homages 」（1972年、第1曲：フォーレ賛、第2曲：ラフマニノフ賛、第3曲：ラヴェル賛）、「夜想曲 Nocturne 」（1973年）、「左手のための音楽 Music for the Left Hand 」（1974年）、「あやかしのワルツ Valse mirage 」（1977年）が名高い。1994年の「シャル・ウィ・ダンス Shall We Dance 」は、ナクソス・レーベルに自作自演を残した。
母校のカリフォルニア大学バークレー校を皮切りに、スタンフォード大学やニューイングランド音楽院、プリンストン大学で教壇に立った。1980年に南フロリダ大学タンパ校に迎えられ、亡くなった時には鍵盤楽器学科の主任教授を務めていた。

## 作風
作曲家としては、静かな抒情と激しい緊張、調性と無調が交錯する、独特な作風で知られる。アメリカ国内においては、無調による流派と新ロマン主義運動を橋渡しする存在と見做されており、表現主義音楽に傾いた厳粛な作品もあれば、ロマン派音楽への回帰が著しい作品もあるというように、本質的には折衷的な多様式の作曲家であった。